# جريئة (أغنية)
جريئة أو فيرليس (بالإنجليزية: Fearless)‏ أغنية للفنانة الأمريكية تايلور سويفت. أطلقت شركة بيغ ماشين الأغنية في 4 يناير، 2010 كخامس وآخر أغنية منفردة من الألبوم الذي يحمل نفس الاسم جريئة. تتحدث الأغنية عن الجرأة وعدم الخوف من الوقوع في الحب، كما تتحدث عن ال«موعد الأول المثالي».
أعجبت جريئة النقاد المعاصرين بشكل عام، بسبب جذب الأغنية لمختلف الفئات العمرية، كما خالف الرأي بعض النقاد الآخرون.
استخدمت مشاهد من جولة الجرأة الفنية للفيديو كليب، حيث أظهر مقاطع من بعض الأداءت في الجولة كما أظهر مقاطع أخرى من خلف كواليس الجولة. حيث ينتهي الكليب بتايلور وهي ملوحة وداعاً للجمهور. وأظهر الكليب بشكل عام رسائل حب من تايلور لمعجبيها.